# Região Geográfica Intermediária de Porangatu-Uruaçu
A Região Geográfica Intermediária de Porangatu-Uruaçu é uma das seis regiões intermediárias do estado brasileiro de Goiás e uma das 134 regiões intermediárias do Brasil, criadas pelo Instituto Brasileiro de Geografia e Estatística (IBGE) em 2017. É composta por 46 municípios, distribuídos em três regiões geográficas imediatas.
Sua população total estimada em 2017 pelo Instituto Brasileiro de Geografia e Estatística (IBGE) é de 520 146 de habitantes, distribuídos em uma área total de 66 095,914 km².
Goianésia é o município mais populoso da região intermediária, com 69 072 habitantes, de acordo com estimativas de 2018 do Instituto Brasileiro de Geografia e Estatística (IBGE).

## Regiões geográficas imediatas
| Região geográfica imediata                           | Municípios | População Estimativa 2018 | Área (km²) |
| ---------------------------------------------------- | --- | ------------------------- | ---------- |
| Região Geográfica Imediata de Ceres-Rialma-Goianésia | Barro Alto Campos Verdes Carmo do Rio Verde Ceres Crixás Goianésia Guarinos Ipiranga de Goiás Itapaci Morro Agudo de Goiás Nova América Nova Glória Pilar de Goiás Rialma Rianápolis Rubiataba Santa Isabel Santa Rita do Novo Destino Santa Terezinha de Goiás São Patrício Uirapuru Uruana Vila Propício | 249 864                   | 20 154,716 |
| Região Geográfica Imediata de Porangatu              | Bonópolis Campinaçu Estrela do Norte Formoso Minaçu Montividiu do Norte Mundo Novo Mutunópolis Novo Planalto Porangatu Santa Tereza de Goiás São Miguel do Araguaia Trombas | 136 832                   | 25 851,013 |
| Região Geográfica Imediata de Uruaçu-Niquelândia     | Alto Horizonte Amaralina Campinorte Colinas do Sul Hidrolina Mara Rosa Niquelândia Nova Iguaçu de Goiás São Luiz do Norte Uruaçu | 133 450                   | 20 090,185 |
| Total                                                | 46 | 520 146                   | 66 095,914 |